# سيفولك (سلالة غنم)

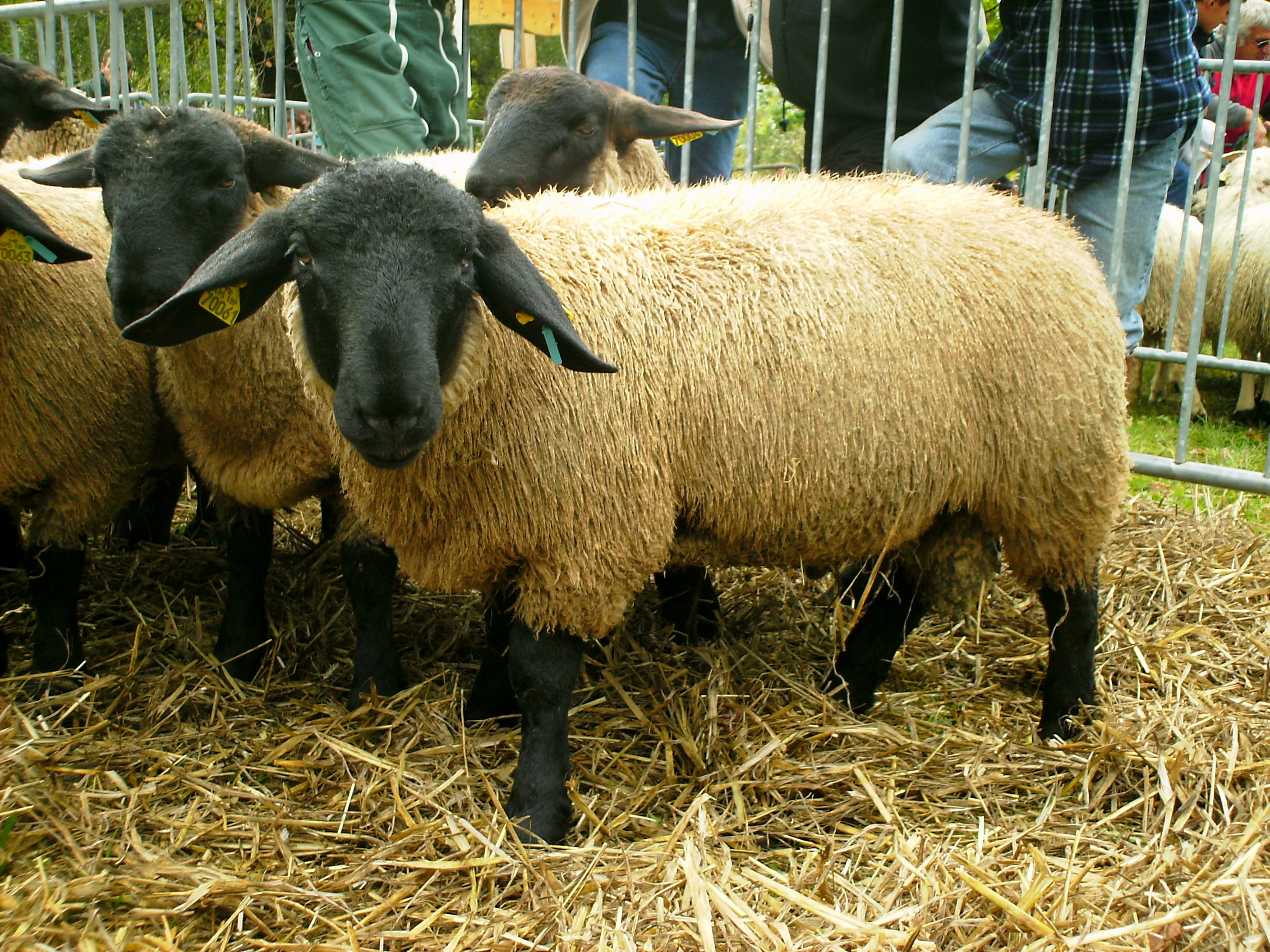
مجموعة من سلالة سيفولك

سيفولك (بالفرنسية: Suffolk)‏ أصل هذه السلالة من المملكة المتحدة، تم استقدامها اٍلى فرنسا مع نهاية القرن التاسع عشر، وازدهرت منذ سنوات الستينات بعدما حاول المربون اٍيجاد سلالة متأقلمة مع المناخ الفرنسي.

## ألبوم الصور

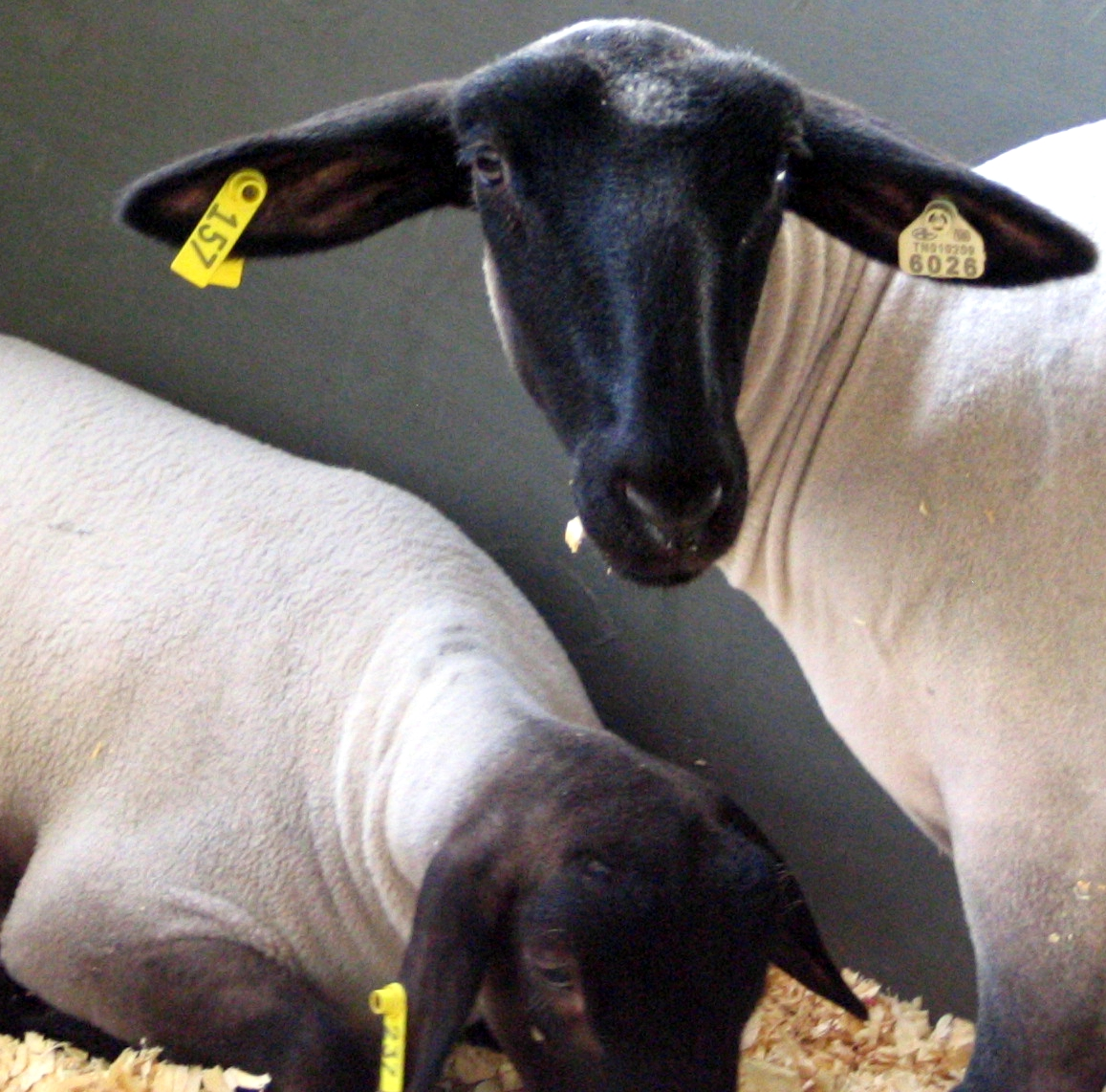
رأس نعجة سيفولك
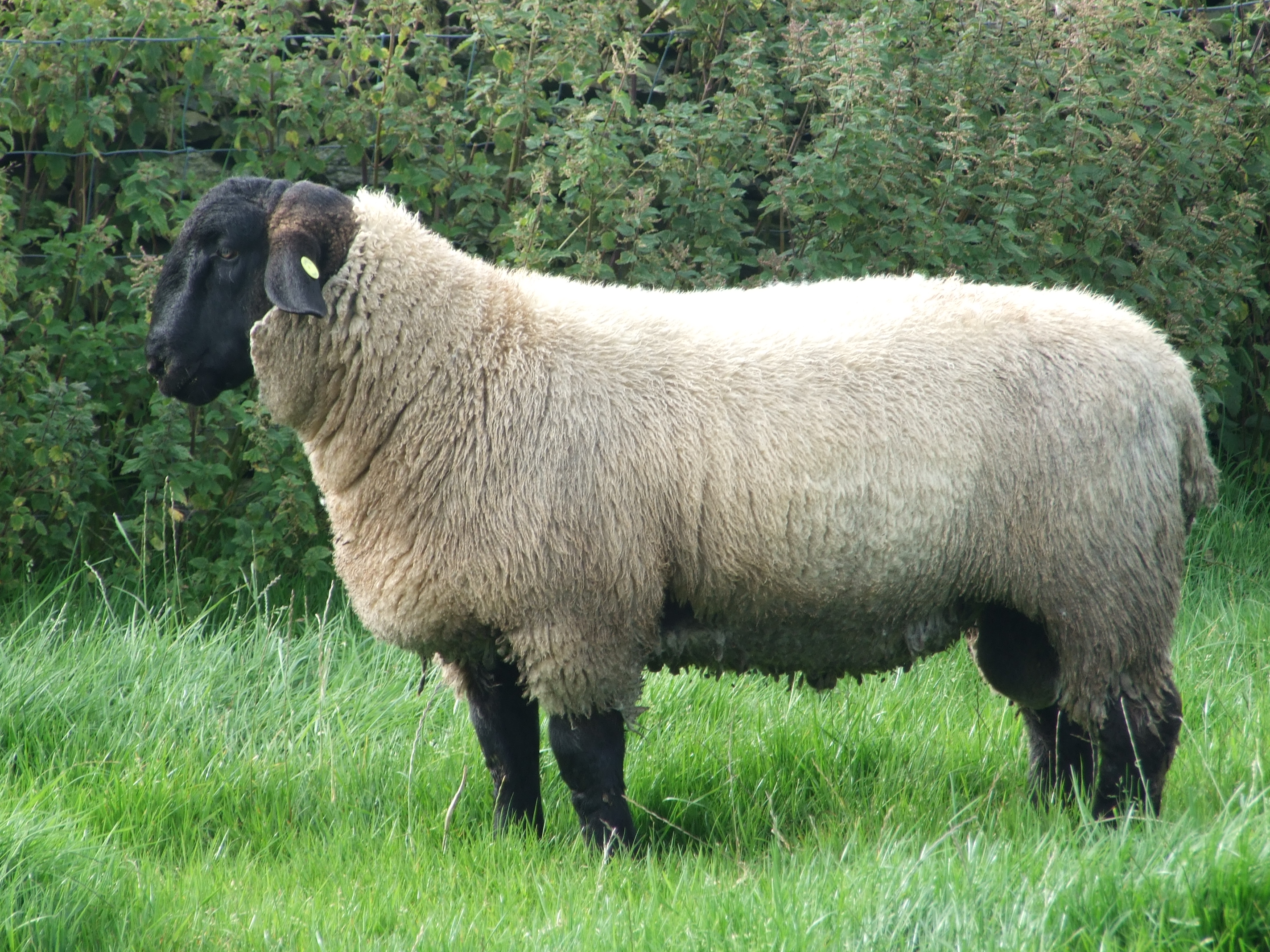
كبش من سلالة سيفولك

## وصلات خارجية
- اٍتحاد جمعية أغنام سيفولك بالاٍنجليزية